# Raymond Leo Burke
Raymond Leo Burke, född 30 juni 1948 i Richland Center i Wisconsin, är en amerikansk kardinal. Han biskopsvigdes 1995 och utsågs till kardinaldiakon den 20 november 2010 med Sant'Agata dei Goti som titeldiakonia.

## Biografi
Raymond Leo Burke är son till Thomas och Marie Burke. Han studerade vid Catholic University of America, där han avlade kandidatexamen år 1970 och masterexamen år 1971; bägge examina i filosofi. Burke prästvigdes av påve Paulus VI i Peterskyrkan den 29 juni 1975. Senare studerade han vid Gregoriana och blev där doktor i kanonisk rätt år 1984.
I december 1994 utnämndes Burke till biskop av La Crosse och biskopsvigdes den 6 januari året därpå av påve Johannes Paulus II i Peterskyrkan. Påven assisterades vid detta tillfälle av Giovanni Battista Re och Jorge María Mejía. Den 26 januari 2004 installerades Burke som ärkebiskop av Saint Louis.
Den 20 november 2010 upphöjde påve Benedikt XVI Burke till kardinaldiakon med Sant'Agata dei Goti som titeldiakonia. Burke deltog i konklaven 2013, vilken valde Franciskus till ny påve.
Åren 2008–2014 var Burke prefekt för Apostoliska överdomstolen, vilken är Romersk-katolska kyrkans högsta domstol. I november 2014 blev han utsedd till beskyddare av Malteserorden.
Tillsammans med kardinalerna Carlo Caffarra, Walter Brandmüller och Joachim Meisner inlade Burke i november 2016 dubia till påve Franciskus och bad denne att klargöra vissa skrivningar i den apostoliska uppmaningen Amoris laetitia.
Den 10 juni 2019 publicerade kardinal Burke tillsammans med kardinal Jānis Pujats och de kazakiska biskoparna Tomasz Peta, Jan Paweł Lenga och Athanasius Schneider dokumentet Declaration of Truths ("Sanningsförklaring"), innehållande fyrtio punkter som lägger ut och förklarar den katolska tron och läran. Dokumentet hade föranletts av "den universella läromässiga förvirringen och desorienteringen", vilken undertecknarna anser råda inom Romersk-katolska kyrkan. Undertecknarna vänder sig särskilt mot påve Franciskus deklaration Mänskligt broderskap (publicerad den 4 februari 2019), vilken bland annat hävdar att mångfalden av religioner är Guds vilja. De två kardinalerna och de tre biskoparna menar att den religion som föddes ur tron på Jesus Kristus är den enda religion som har skapats av Guds direkta vilja.

## Bilder

Kardinal Burkes diakonia och titelkyrka
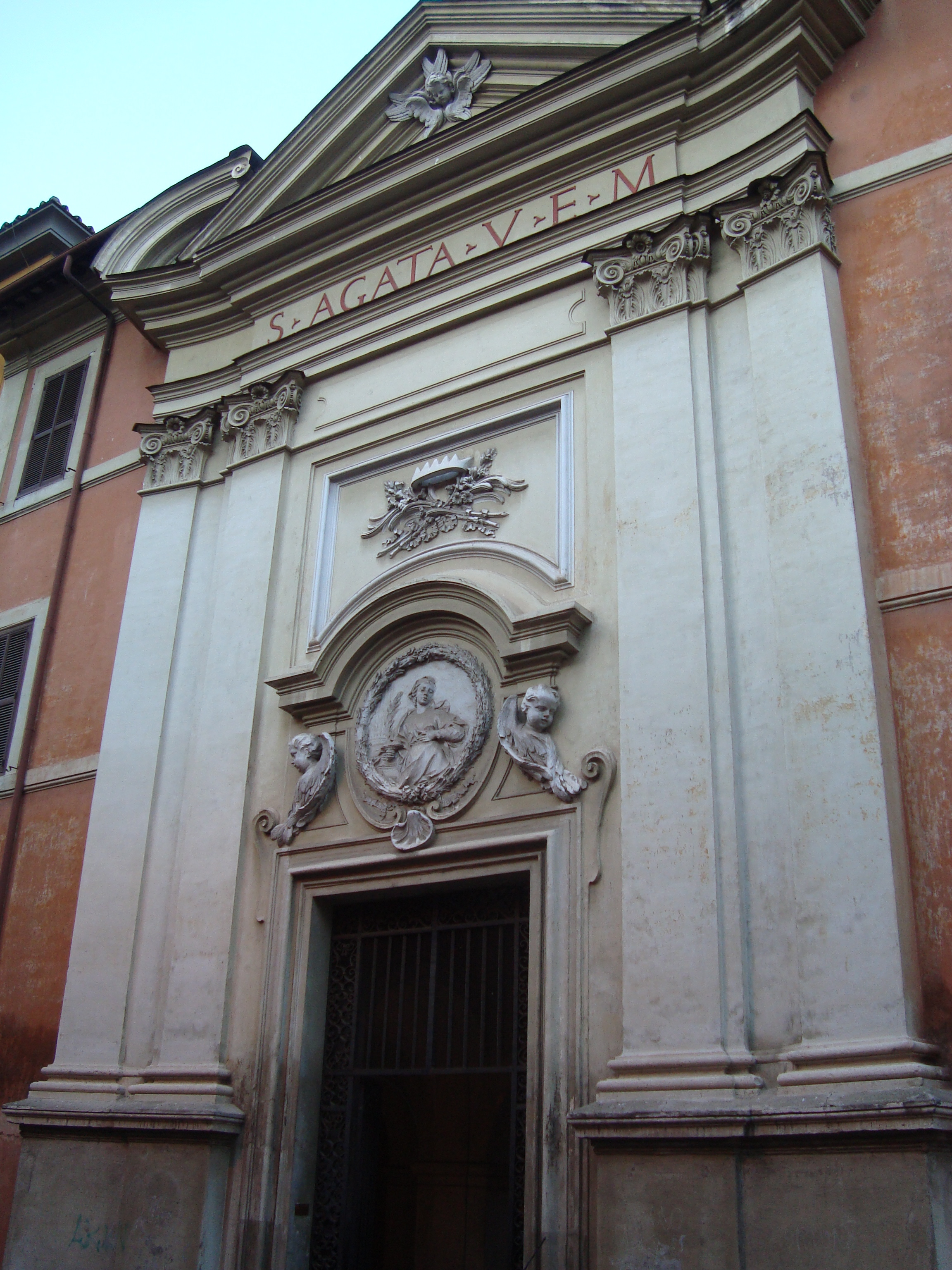
Sant'Agata dei Goti.